# Arlette Ben Hamo
Arlette Ben Hamo   (Saint-Martin-de-Fontenay, 22 de març de 1930), de casada Moynié, és una atleta francesa, especialista en el pentatló, que va competir en els anys posteriors a la fi de la Segona Guerra Mundial.
En el seu palmarès destaca una medalla d'or en el pentatló del Campionat d'Europa d'atletisme de 1950, per davant de Bertha Crowther i Olga Modrachová. Fins al 2012, quan Antoinette Nana Djimou va guanyar l'heptatló al Campionat d'Europa de Hèlsinki, va romandre com a única campiona francesa en proves combinades. A nivell nacional guanyà una plata i tres bronzes als Campionats de França.
El pavelló de Caen s'anomena Halle Arlette Ben Hamo en honor seu.

## Millors marques
- Pentatló. 4.106 punts (1949)[5]